# Federico Trillo-Figueroa y Vázquez
Federico Trillo-Figueroa y Vázquez (10 de mayo de 1920-12 de septiembre de 2002) fue un marino, abogado y político español, ministro togado de la Armada, que desempeñó el cargo de alcalde de Cartagena y los de gobernador civil de Teruel, Cáceres, Burgos y Provincia de Zaragoza durante la dictadura franquista.

## Biografía
Nacido en Santiago de Compostela el 10 de mayo de 1920, combatió como alférez provisional durante la guerra civil.
Fue designado alcalde de Cartagena entre los años 1960 y 1966. Entre sus obras está la colocación del busto de Asdrúbal en el Parque Torres, consiguió que la Armada cediese a la Ciudad el submarino Peral y fuese enviado desde el Arsenal Militar para poder ser expuesto como monumento, quedando como símbolo más representativo de la ciudad de Cartagena. Durante estos años como alcalde colocó el eslogan "Cartagena Ciudad Acogedora" que podía verse en los carteles que fueron colocados en las carreteras que daban acceso a la ciudad. Posteriormente fue nombrado gobernador civil de las provincias de Teruel, Cáceres, Burgos y Zaragoza. Casado con Eloísa Martínez-Conde y Muñoz y padre del también político Federico Trillo-Figueroa y Martínez-Conde,
Doctor en Derecho, en 1944 ingresó en el Cuerpo Jurídico de la Armada, donde alcanzó el empleo de ministro togado de la Armada (empleo asimilado a vicealmirante). Durante muchos años estuvo destinado en Cartagena, donde finalmente estuvo de coronel como auditor de la Zona Marítima del Mediterráneo. Al ascender a general auditor fue destinado a Madrid, donde permaneció hasta su retiro. Fue nombrado hijo adoptivo de Cáceres en 1969. También lo fue de Cartagena y Coria.
Falleció en el Hospital Naval del Mediterráneo, en Cartagena, en la madrugada del 12 de septiembre de 2002.